# Bitwa na Morzu Barentsa
Bitwa na Morzu Barentsa, znana też jako bitwa noworoczna, została stoczona 31 grudnia 1942 między okrętami brytyjskimi a niemieckimi, na północ od przylądka Nordkapp (Północnego), w obronie alianckiego konwoju JW-51B, jako rezultat niemieckiej operacji „Regenbogen”.

## Podłoże i siły
Podczas II wojny światowej bardzo istotne dla wysiłku zbrojnego ZSRR, na którym spoczywał główny ciężar walk lądowych z Niemcami, były dostawy sprzętu i zaopatrzenia z zachodnich państw alianckich, dostarczane drogą morską przez Arktykę. Konwoje statków spotykały się głównie z przeciwdziałaniem niemieckiego lotnictwa i okrętów podwodnych (U-Bootów), natomiast stosunkowo silna flota niemieckich okrętów nawodnych stacjonujących w portach północnej Norwegii, była używana jedynie na małą skalę. Wśród przyczyn tego była nieufność Hitlera wobec wartości bojowej okrętów nawodnych (spowodowana m.in. utratą pancernika „Bismarck”) oraz chęć zachowania floty do odparcia ewentualnej inwazji alianckiej na Norwegię. Pod koniec 1942 zdecydowano jednak przeprowadzić operację przeciw konwojom przy użyciu ciężkich okrętów nawodnych stacjonujących w Altafjordzie w północnej Norwegii. W tym czasie na froncie wschodnim toczyły się ciężkie walki o Stalingrad i istotne było dla Niemców osłabienie radzieckiego zaopatrzenia. Jednocześnie Hitler, niespokojny o los floty, wydał dyrektywy unikania starć z przeważającym przeciwnikiem, kiedy okręty niemieckie mogłyby zostać utracone. Operację nazwano Regenbogen (pol. tęcza).
30 grudnia 1942 niemiecki okręt podwodny U-354 wykrył aliancki konwój JW-51B płynący do ZSRR. Konwój JW-51B składał się z 14 statków handlowych przewożących materiały wojenne do ZSRR, w tym 202 czołgi, 2046 samochodów, 87 myśliwców, 33 bombowce, 11 500 t oleju opałowego, 12 650 t benzyny lotniczej i 54 320 t innych materiałów wojennych. Statki te eskortowane były przez niszczyciele brytyjskie: HMS „Onslow”, „Orwell”, „Oribi”, „Obedient” i „Obdurate” (typu O), starszy niszczyciel eskortowy HMS „Achates”, dwie korwety typu Flower (HMS „Rhododendron” i „Hyderabad”), trałowiec HMS „Bramble” i dwa patrolowce – uzbrojone trawlery „Vizalma” i „Northern Gem”. Eskortą dowodził komandor Robert St. Vincent Sherbrooke na „Onslow”. Daleką osłonę konwoju zapewniały dwa krążowniki lekkie HMS „Sheffield” i „Jamaica”, tworzące Zespół R (Force R), patrolujący na trasie konwoju pod dowództwem kontradmirała Roberta Burnetta.
Konwój wypłynął z Loch Ewe 22 grudnia 1942, a jego eskorta dołączyła na Islandii 25 grudnia, po czym popłynął na północny wschód w stronę arktycznych portów ZSRR w Zatoce Kolskiej. Podczas sztormów 28 i 29 grudnia konwój uległ częściowemu rozproszeniu, odłączyło się pięć statków, niszczyciel „Oribi” i patrolowiec „Vizalma”. W celu nawiązania z nimi kontaktu wysłany został trałowiec „Bramble”. Trzy statki dołączyły do konwoju 30 grudnia, pozostałe podążały niezależnie do portu przeznaczenia.
W celu przechwycenia i zniszczenia konwoju niemieckie dowództwo wysłało w morze wieczorem 30 grudnia zespół wiceadmirała Oskara Kummetza, którego trzon stanowiły dwa krążowniki ciężkie „Admiral Hipper” i „Lützow”, ten drugi należący do serii szczególnie silnych tzw. pancerników kieszonkowych. Ponadto w skład zespołu weszło 6 dużych niszczycieli: „Friedrich Eckoldt”, „Richard Beitzen”, „Theodor Riedel” (typu 1934/1934A) i Z29, Z30, Z31 (typu 1936A).
Siły niemieckie zostały podzielone na dwa zespoły. „Admiral Hipper” z niszczycielami „Friedrich Eckoldt”, „Richard Beitzen” i Z29 miały zaatakować konwój od północnego zachodu, odciągając eskortę, a wówczas druga grupa z krążownikiem „Lützow” miała zniszczyć konwój od południa.

## Starcie

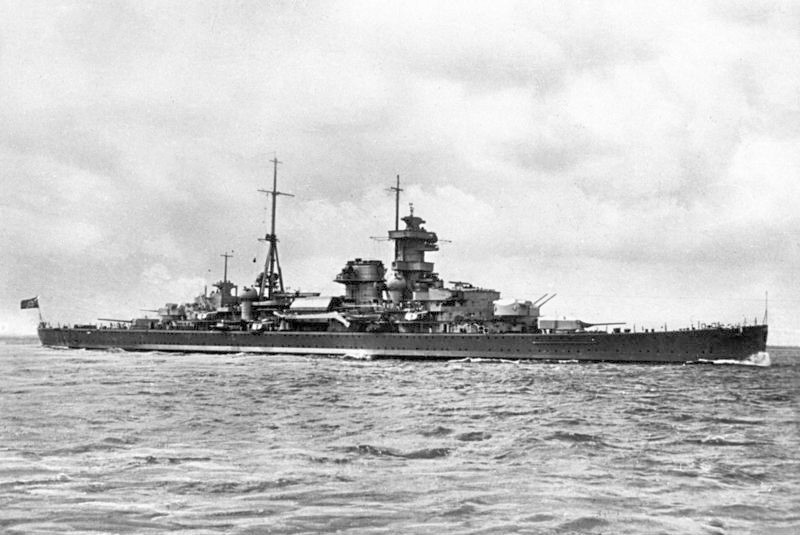
„Admiral Hipper”

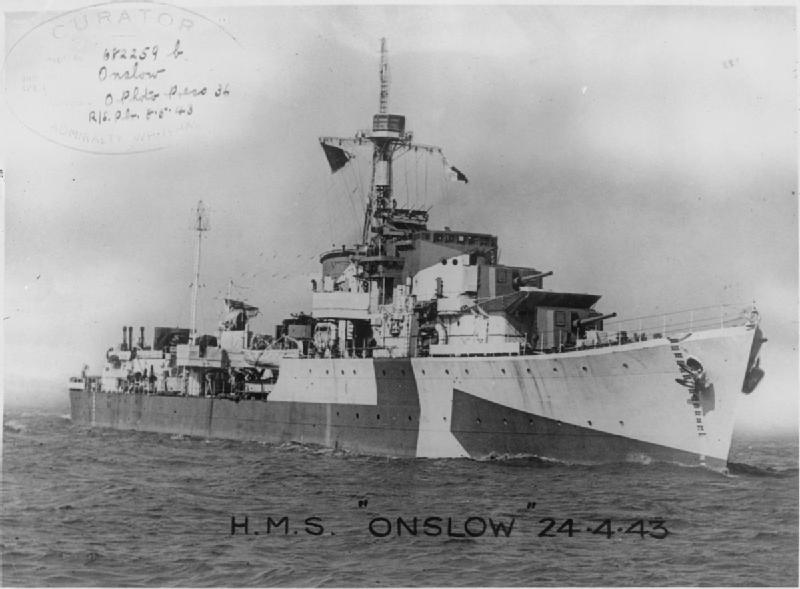
HMS „Onslow” (podobne „Orwell”, „Oribi”, „Obedient” i „Obdurate”)

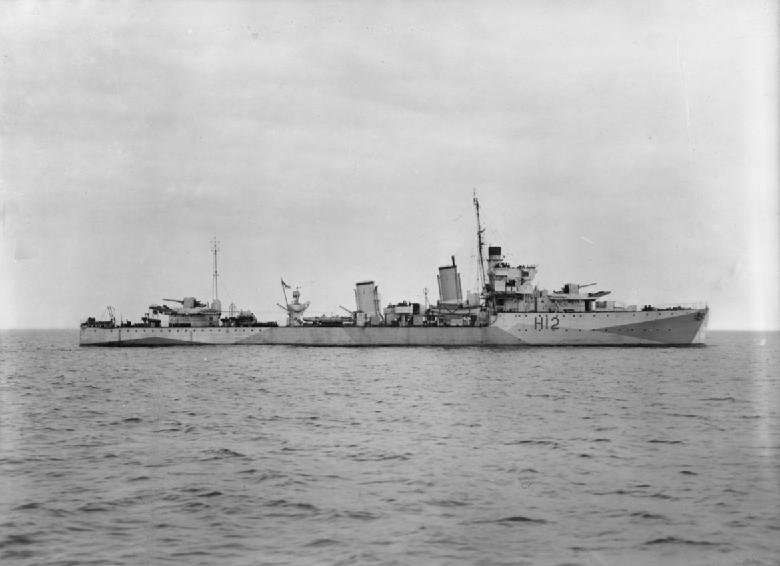
HMS „Achates”

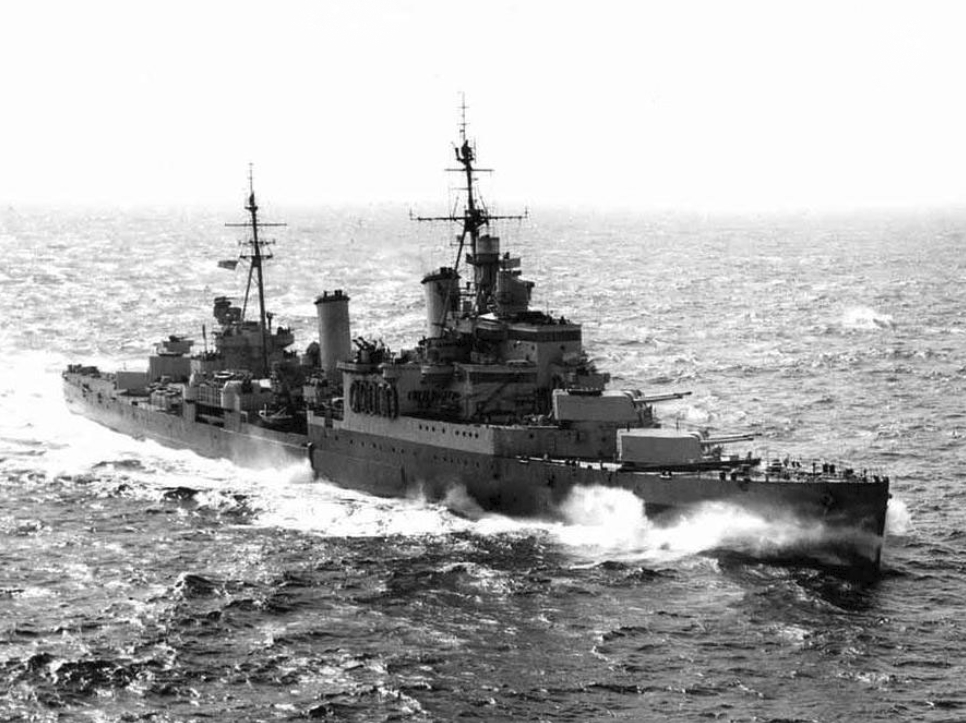
Krążownik lekki HMS „Sheffield”

Starcie Niemców z konwojem odbyło się podczas nocy polarnej, w trudnych warunkach atmosferycznych, z opadami śniegu, a zespoły przeciwników były rozproszone, stąd starcie przebiegało dość chaotycznie i często zespoły nie miały precyzyjnej informacji o atakującym przeciwniku. Skutkiem tego były też pojedynki na stosunkowo małe odległości, przez co niemieckie krążowniki nie mogły odnieść korzyści z większego zasięgu artylerii.
31 grudnia ok. 8.40 niszczyciel „Obdurate”, osłaniający konwój od południa, dostrzegł trzy niezidentyfikowane niszczyciele za konwojem na zachód od niego. Spotkanie nastąpiło około pozycji 73°15′N 29°00′E/73,250000 29,000000. Przypuszczano, że napotkane okręty mogą być radzieckie, lecz kiedy ok. 9.30 otworzyły ogień, zorientowano się, że konwój natrafił na Niemców. Niszczyciele „Onslow”, „Orwell”, „Obedient” i „Obdurate” ruszyły wówczas w kierunku okrętów niemieckich, a „Achates” pozostał przy konwoju, tworząc zasłonę dymną. Brytyjskie okręty były słabsze od niemieckich niszczycieli, jedynie „Onslow” i „Achates” uzbrojone były w działa kalibru 120 mm (ten ostatni tylko w dwa), a pozostałe w działa 102 mm, podczas gdy niemieckie niszczyciele miały działa kalibru 127 mm i 150 mm. Zespół niemieckich okrętów miał w składzie także ciężki krążownik uzbrojony w działa 203 mm. O 9.40 ogień otworzył krążownik „Admiral Hipper”, najpierw do „Achatesa”, lekko go uszkadzając.
Po bezskutecznej wymianie ognia z obu stron, manewrujące pod niecelnym ogniem brytyjskie niszczyciele zaczęły pozorować ataki torpedowe, nie chcąc tracić w niepewnych warunkach ich jedynego atutu, jakim były torpedy. Podstęp zadziałał i „Admiral Hipper” czasowo odstąpił na północ w obawie przed torpedami. Po pewnym czasie jednak ponownie ruszył w stronę brytyjskich niszczycieli i ok. 10.20 zdołał poważnie uszkodzić czterema pociskami „Onslowa” (17 zabitych). Komandor Sherbrooke został ranny w głowę, lecz kontynuował wydawanie rozkazów, po czym dowodzenie siłami brytyjskimi przekazał na „Obedient” (kmdr ppor. D.C. Kinloch). Niszczyciele następnie dołączyły pod zasłoną dymną do konwoju, który zmienił w tym czasie kurs ze wschodniego na południowy.
O 10.36 „Admiral Hipper”, prześladując konwój od północy, natknął się na trałowiec HMS „Bramble” i uszkodził go. W celu dobicia trałowca odkomenderowano niszczyciele „Friedrich Eckoldt” i „Richard Beitzen” (Z29 pozostał w tym czasie w tyle). Trałowiec został zatopiony przez „Eckoldta” o 11.21 z całą załogą (120 ludzi). „Admiral Hipper” tymczasem zwrócił się ponownie na południe ku konwojowi, celnie ostrzeliwując ok. 11.15 niszczyciel „Achates”, który później zatonął o 13.14 (81 członków załogi uratował trawler „Northern Gem”, zginęło 113). „Hipper” uszkodził też lekko niszczyciel „Obedient”.
W czasie walki Niemców z eskortą, od północy nadeszły zaalarmowane lekkie krążowniki brytyjskie Zespołu R, zaskakując Niemców. O 11.30 otworzyły one ogień do „Hippera”, trafiając go szybko trzema pociskami 152 mm, które spowodowały umiarkowanie poważne uszkodzenia, przede wszystkim zalanie jednej z kotłowni, powodujące spadek prędkości. Admirał Kummetz początkowo wziął ostrzał krążowników za pochodzący od niszczycieli brytyjskich, a po zidentyfikowaniu przeciwników jako krążowniki zarządził wycofanie się z boju na zachód, mimo że jego okręt był silniejszy od obu przeciwników. Jego ogień do krążowników był z kolei niecelny. Nadpływające w tym czasie na miejsce boju niszczyciele „Friedrich Eckoldt” i „Richard Beitzen” wzięły omyłkowo brytyjskie krążowniki za własne okręty. Gdy spostrzeżono pomyłkę, było za późno i ok. godz. 11.55, salwami z niewielkiej odległości HMS „Sheffield” zatopił „Friedricha Eckoldta” z całą załogą i sztabem 5. Flotylli Niszczycieli (ok. 340 osób wraz z dowódcą flotylli KzS (kmdr) Alfredem Schemmelem). „Richard Beitzen” uszedł pod zasłoną dymną. Pod koniec starcia „Beitzen” i Z29 osłaniały odchodzącego „Hippera”.
Drugi zespół niemiecki z „Lützowem”, podchodzący od południa, minął tymczasem kierujący się na południe konwój i znalazł się na wschód od niego. „Lützow” zdołał jedynie o 11.42 ostrzelać z odległości 3–7 mil zasłonięty dymem konwój, lecz ostrzał był mało skuteczny i uszkodzono tylko jeden statek (wystrzelił 87 pocisków 280 mm i 75 pocisków 150 mm). Ponownie brytyjskie niszczyciele „Orwell”, „Obedient” i „Obdurate” zdołały utrzymać Niemców na dystans groźbą ataków torpedowych. Kierując się na północ na spotkanie z „Hipperem”, „Lützow” natknął się na brytyjskie krążowniki i obie strony otworzyły ogień, lecz następnie krótko po południu zerwały kontakt w obawie przed atakami torpedowymi z obu stron. Zespół R trzymał się jeszcze przez pewien czas za Niemcami, nie podchodząc z obawy przed atakami torpedowymi niemieckich niszczycieli i upewniając się, że niemiecki zespół odchodzi. Wszystkie statki konwoju dotarły następnie do portu przeznaczenia.

## Podsumowanie
Starcie było porażką Niemców, którzy mimo znacznej przewagi jakościowej swoich okrętów i potencjalnie dobrego planu ataku w dwóch grupach, nie zdołali rozbić konwoju i uciekli, ponosząc porównywalne straty z zadanymi. Jedną z głównych przyczyn było pasywne dowodzenie niemieckimi krążownikami i niszczycielami, w odróżnieniu od śmiałych działań brytyjskich niszczycieli, powstrzymujących silniejszego przeciwnika. Dowodzący eskortą komandor Robert Sherbrooke został za to odznaczony Krzyżem Wiktorii.
Bitwa miała dalsze następstwa, gdyż Adolf Hitler wpadł we wściekłość z powodu bezużyteczności okazanej przez ciężkie okręty nawodne i był bliski decyzji wycofania ich ze służby i złomowania na korzyść okrętów podwodnych. Konsekwencje ograniczyły się jednak do dalszego ograniczenia aktywności niemieckich okrętów nawodnych, z których część skierowano do rezerwy lub zadań szkolnych. Głównodowodzący Kriegsmarine wielki admirał Erich Raeder, między innymi na skutek tej bitwy, podał się 30 stycznia 1943 do dymisji i został zastąpiony przez Karla Dönitza, zwolennika wojny za pomocą okrętów podwodnych.